# Refuge du Nid d’Aigle
Das Refuge du Nid d’Aigle ist eine in Frankreich gelegene Schutzhütte. Sie befindet sich im Département Haute-Savoie, einem Teil der Region Auvergne-Rhône-Alpes.

## Geschichte
Die Schutzhütte wurde im Jahr 2006 eröffnet, nachdem das alte Gebäude im Jahr 2003 einem Brand zum Opfer fiel.

## Beschreibung
Die auf einer Höhe von 2372 m befindliche Hütte gilt zur Zeit als Ausgangspunkt der Normalroute auf den Mont Blanc. Sie wird in der Zeit von Mitte Juni bis Ende September bewirtschaftet. Von der Hütte bietet sich ein schöner Blick auf den Gipfel der Pointe Percée, der höchsten Erhebung des Aravis-Gebirgszugs. Das Refuge du Nid d’Aigle liegt zu Füssen der Aiguille de Bionnassay (4052 m) und der Aiguille du Goûter (3863 m).

## Zugang
Die Schutzhütte kann bequem vom Endbahnhof Nid d’Aigle der Bergbahn Tramway du Mont-Blanc erreicht werden. Man erreicht sie über einen 200 m langen Pfad vom Bahnhof. Alternativ bietet sich ein Anstieg von der ca. 1000 m hoch gelegenen Gemeinde Les Houches an. Der mit ca. 4 Stunden angegebene Weg führt über die 1800 m hochgelegene Ortschaft Bellevue, die ebenfalls mit der Tramway du Mont-Blanc oder mit einer Seilbahn angefahren werden kann. Vom Parkplatz du Crozat in der Nähe des Refuge du Fioux können erfahrene Wanderer die Hütte binnen zweieinhalb Stunden, zum Teil entlang der Schutthalde des Gletschers Glacier de Bionnassay, erreichen.